# Jean Shrimpton
Jean Rosemary Shrimpton (7 de noviembre de 1942) es una supermodelo y actriz inglesa. Fue un icono del Swinging London y es considerada como una de las primeras supermodelos del mundo. Ella apareció en numerosas portadas incluyendo Vogue, Harpers Bazaar, Vanity Fair, Glamour, Elle, Ladies 'Home Journal, Newsweek y Time. En 2012, fue nombrada como una de los 100 iconos de la moda más influyentes de todos los tiempos.  Ella protagonizó junto a Paul Jones la película de 1967 Privilege.

## Biografía
Nació en High Wycombe, Buckinghamshire, y se crio en una granja. Shrimpton se educó en el St Bernard's Catholic Grammar School, Slough. Se matriculó en el Langham Secretarial College en Londres cuando tenía 17 años. Un encuentro casual con el director Cy Endfield llevó a una infructuosa reunión con el productor de su película La isla misteriosa; Endfield sugirió entonces que ella asistiera al curso de modelos de la  Lucie Clayton Charm Academy.  En 1960, con 17 años de edad, ella comenzó a modelar, apareciendo en las portadas de las revistas populares, tales como Vogue, Harpers Bazaar, y Vanity Fair. Durante su carrera, Shrimpton fue calificada ampliamente como la "modelo mejor pagada del mundo", la "modelo más famosa",  y la "más fotografiada en el mundo".  También fue descrita como la mujer con "el más bello rostro del mundo" y como "la mujer más bella del mundo". Ella fue apodada "The It Girl" (la chica), "The Face" (el rostro), "The Face of the Moment" (el rostro del momento), y "El rostro de los años 60". La revista Glamour la llamó su "Modelo del Año" en junio de 1963. Ella contrastaba con las modelos de aspecto aristocrático de la década de 1950 por lo que representaba el aspecto del movimiento juvenil de los años 1960 y el Swinging London; y fue calificada como "el símbolo del Swinging London". Al romper el molde popular de figuras voluptuosas con sus largas piernas y figura delgada, fue apodada "El Camarón" (The Shrimp).  Shrimpton también era conocida por su pelo largo con flequillo, pestañas largas tenues, cejas arqueadas, labios carnosos.
Shrimpton también ayudó a lanzar la minifalda. En 1965, Shrimpton causó sensación en Melbourne, Australia, cuando llegó para el Victoria Derby con un vestido de camisa blanca diseñado por Colin Rolfe. No llevaba sombrero, medias o guantes y lucía un reloj de hombre, todo lo cual era inusual en ese entonces. Shrimpton desconocía que causaría tal reacción en la comunidad de Melbourne y en los medios de comunicación.
En su artículo "El hombre en el traje de Bill Blass", Nora Ephron habla de la época en la  que Jean Shrimpton posó para un anuncio de Revlon.  Minutos después de que el cartel del lápiz labial fue exhibido en las farmacias, la central de Revlon recibió muchas llamadas de mujeres que exigían saber dónde podían comprar el vestido.
Shrimpton, una vez se había comprometido con el fotógrafo David Bailey. Se conocieron en 1960 en una sesión de fotos que Shrimpton, que entonces era una modelo desconocida, estaba trabajando con el fotógrafo Brian Duffy para un anuncio de Kelloggs. Duffy dijo que Bailey era demasiado elegante para ella, pero Bailey no se dejó intimidar, y él y Shrimpton, posteriormente, tuvieron una relación de cuatro años, que finalizó en 1964. Durante la aventura, Bailey estaba todavía casado con su primera esposa Rosemary Bramble pero la dejó después de nueve meses, aunque más tarde declinó casarse con Shrimpton. Posteriormente estuvo en pareja con el actor Terence Stamp. Se casó con el fotógrafo Michael Cox en 1979, en el registro civil de Penzance cuando tenía cuatro meses de embarazo de su hijo Thaddeus (nacido en 1979). Son dueños del Hotel Abbey en Penzance, Cornualles, ahora gestionado por Thaddeus y su familia. Su hermana menor Chrissie también fue actriz, vinculada tanto a Mick Jagger y Steve Marriott de Small Faces.
El 26 de enero de 2012, la historia de su relación con David Bailey fue dramatizada en una película de BBC Four, We'll Take Manhattan, con Karen Gillan en el papel de Shrimpton. Shrimpton es mencionada (como "Jeannie Shrimpton") en la canción de 1986 de The Smithereens "Behind the Wall of Sleep".